# Lista do Patrimônio Mundial na Eslováquia
A Organização das Nações Unidas para a Educação, a Ciência e a Cultura (UNESCO) propôs um plano de proteção aos bens culturais do mundo, através do Comité sobre a Proteção do Património Mundial Cultural e Natural, aprovado em 1972. Esta é uma lista do Patrimônio Mundial existente na Eslováquia, especificamente classificada pela UNESCO e elaborada de acordo com dez principais critérios cujos pontos são julgados por especialistas na área. A Eslováquia ratificou a convenção em 31 de março de 1993, tornando seus locais históricos elegíveis para inclusão na lista.
Os sítios Banská Štiavnica, Castelo de Spiš e Vlkolínec foram os primeiros locais da Eslováquia incluídos na lista do Patrimônio Mundial da UNESCO por ocasião da 17.ª Sessão do Comitê do Património Mundial, realizada em Cartagena das Índias (Colômbia) em 1993. Desde então, a Eslováquia conta com 8 sítios classificados como Patrimônio da Humanidade, sendo 6 deles de classificação Cultural e os 2 demais de classificação Natural. 

## Bens culturais e naturais
A Eslováquia conta atualmente com os seguintes lugares declarados como Patrimônio da Humanidade pela UNESCO:
| | Cidade Histórica de Banská Štiavnica e Monumentos tectônicos dos arredores |
| Bem cultural inscrito em 1993. |                                                                            |
| Localização: Banská Bystrica |                                                                            |
| Ao longo dos séculos, numerosos engenheiros e cientistas vieram a esta cidade, ajudando a torná-la famosa. O antigo centro mineiro medieval foi transformado numa cidade com palácios renascentistas, igrejas do século XVI, praças elegantes e mansões senhoriais. O núcleo urbano está perfeitamente integrado na paisagem envolvente, onde existem importantes vestígios da actividade mineira e metalúrgica de outrora. (UNESCO/BPI) |                                                                            |

| | Levoča, Spišský Hrad e os monumentos culturais associados |
| Bem cultural inscrito em 1993. |                                                           |
| Localização: Prešov / Košice |                                                           |
| Levoča, fundada nos séculos XIII e XIV, está rodeada de fortificações e encontra-se em bom estado de conservação. Seus edifícios incluem a igreja de Santiago, com seus dez altares dos séculos XV e XVI, uma notável coleção de retábulos de madeira policromada em estilo gótico tardio, incluindo o retábulo-mor, de 18,6 metros de altura, feito por volta do ano de 1510 pelo Mestre Pablo. Spisský Hrad é um dos maiores conjuntos de edifícios militares, políticos e religiosos da arquitetura românica e gótica dos séculos XIII e XIV na Europa Oriental e foi admiravelmente preservado intacto. (UNESCO/BPI) |                                                           |

| | Vlkolínec |
| Bem cultural inscrito em 1993. |           |
| Localização: Žilina |           |
| Localizada no centro da Eslováquia, Vlkolínec é uma vila tradicional característica da Europa Central que possui um conjunto de 45 edifícios em admirável estado de conservação. Este conjunto de casas de madeira, típicas das zonas de montanha, é o mais completo do género em toda a região. (UNESCO/BPI) |           |

| | Grutas Cársicas de Aggtelek e da Eslováquia |
| Bem natural inscrito em 1995, estendido em 2000 e 2008. |                                             |
| Este bem é compartilhado com: Hungria. |                                             |
| Localização: Košice |                                             |
| As 712 cavernas descobertas até hoje apresentam uma grande variedade de formas e concentram em uma área reduzida, formando um sistema cársico característico da zona temperada. A extraordinária conjunção de efeitos climáticos tropicais e glaciais que criou nestas formações possibilita o estudo de um período de várias dezenas de milhões de anos da evolução geológica do planeta. (UNESCO/BPI) |                                             |

| | Reserva de Conservação da Cidade de Bardejov |
| Bem cultural inscrito em 2000. |                                              |
| Localização: Prešov |                                              |
| Pequena, mas excepcionalmente completa e bem conservada, Bardejov é um exemplo de vila medieval fortificada que ilustra admiravelmente a urbanização desta região. Tem um pequeno bairro judeu, construído em torno de uma soberba sinagoga do século XVIII. (UNESCO/BPI) |                                              |

| | Florestas primárias de faias dos Cárpatos e de outras regiões da Europa |
| Bem natural inscrito em 2007, estendido em 2011, 2017 e 2021. |                                                                         |
| Este bem é compartilhado com: Albânia, Áustria, Bélgica, Bulgária, Croácia, Itália, Polónia, Roménia, Eslovênia, Espanha e Ucrânia. |                                                                         |
| Localização: Prešov |                                                                         |
| Esta extensão transfronteiriça do Patrimônio Mundial de grãos cárpatos primários e antigas florestas de Beedland da Alemanha (Alemanha, Eslováquia e Ucrânia) abrange 12 países. Desde o fim da última Era Glacial, as beterrabas europeias se espalharam de alguns refúgios isolados nos Alpes, nos Cárpatos, no Mediterrâneo e nos Pirenéus por um curto período de alguns milhares de anos em um processo que ainda perdura. Essa expansão bem sucedida está relacionada à flexibilidade das árvores e tolerância a diferentes condições climáticas, geográficas e físicas. (UNESCO/BPI) |                                                                         |

| | Igrejas de madeira na parte eslovaca da zona dos Cárpatos |
| Bem cultural inscrito em 2008. |                                                           |
| Localização: Žilina / Banská Bystrica / Prešov / Košice |                                                           |
| Este local listado como Patrimônio da Humanidade compreende duas igrejas católicas romanas, três igrejas protestantes e três igrejas ortodoxas gregas, erguidas entre os séculos XVI e XVIII. Construídos em madeira, estes templos são um excelente exemplo da riqueza da arquitetura religiosa local, marcada pela marca do encontro entre as culturas bizantina e latina. As igrejas apresentam diferenças tipológicas na planta, espaço interior e aspecto exterior, que se devem à diversidade das práticas religiosas. Além disso, testemunham a evolução das principais correntes arquitetônicas e artísticas prevalecentes no período da sua construção, bem como a sua interpretação e adaptação a um contexto geográfico e cultural específico. As paredes e tetos internos são decorados com pinturas e todos possuem obras de arte que enriquecem seu valor cultural. (UNESCO/BPI) |                                                           |

| | Fronteiras do Império Romano - O Limes do Danúbio (Trecho Ocidental) |
| Bem cultural inscrito em 2021. |                                                                      |
| Este bem é compartilhado com: Áustria e Alemanha. |                                                                      |
| Localização: Nitra / Bratislava |                                                                      |
| O trecho ocidental dos "limas" do Danúbio abrange quase 600 km da fronteira muito mais antiga do Império Romano que circundava o Mar Mediterrâneo. Os "limas" do Danúbio (Trecho Ocidental) refletem as especificidades da fronteira romana nesta parte através de sítios que representam elementos-chave, desde estradas, fortalezas legionárias e outros assentamentos relacionados a pequenos fortes e acampamentos temporários. Além disso, também mostra como todos esses elementos se adaptaram à topografia local. (UNESCO/BPI) |                                                                      |

## Lista Indicativa
Em adição aos sítios inscritos na Lista do Patrimônio Mundial, os Estados-membros podem manter uma lista de sítios que pretendam nomear para a Lista de Patrimônio Mundial, sendo somente aceitas as candidaturas de locais que já constarem desta lista. Desde 2021, a Eslováquia apresenta 12 locais em sua Lista Indicativa.